# فهرست محصولات نوکیا

## بر اساس سیستم‌عامل

### ساده (بدون پشتیبانیجاوا)
- ۱۱۰۰
- ۱۱۱۰

نوکیا ۱۲۰۲
نوکیا ۱۲۰۳
نوکیا ۱۲۰۸
نوکیا ۲۶۰۰
نوکیا ۱۶۰۰
- ۱۲۰۰
- ۲۳۱۰

### سری ۴۰
- ۲۶۰۰
- ۶۰۲۰
- ۶۰۳۰
- ۶٠۶٠
- ۶٠٧٠
- ۶۱۰۰
- ۶١١١
- ۶٢٧٠
- ۶٢٨٠
- ۶١٣١
- ۶٢١٠
- ٧٣٧٣
- ٧٣٩٠
- ۸۸۰۰، ۸۸۰۰دی (سیروکو)، ۸۸۰۰ئی (سفایر آرته، کربن آرته، گُلد آرته)
- ۵۲۰۰ اکسپرس‌میوزیک
- ۵۳۰۰ اکسپرس‌میوزیک
- ۵۳۱۰ اکسپرس‌میوزیک
- ۶۳۰۰
- ۳۱۱۰ کلاسیک
- ۶۲۳۰
- ۶۲۳۰آی

### سیمبیانسری ۶۰
- ۶۶۰۰
- ۶۶۳۰
- ۶۶۸۰
- ۶۶۸۱
- ان۷۰
- ان۹۰
- ان۷۲
- ۳۲۳۰
- ۶۶۷۰

۶۷۳۰

### سیمبیانسری ۶۰ ویراست سوم
- ۳۲۵۰
- ۶۲۲۰ کلاسیک
- ان۷۱
- ان۷۳
- ان۹۳
- ۵۵۰۰
- ۵۷۰۰ اکسپرس‌میوزیک
- ۵۳۲۰ اکسپرس‌میوزیک
- ۶۱۲۰
- ان۹۵
- ۷۶۱۰
- ان۷۷
- ان۷۸
- ان۷۹
- ان۸۰
- ای۶۰
- ای۶۱
- ای۶۲
- ای۹۰
- ان۸۸
- ان۸۵
- ای۵۰
- ای۵۱
- ای۵۵

### سیمبیانسری ۶۰ ویراست پنجم
- ۵۵۳۰ اکسپرس‌میوزیک
- ۵۸۰۰ اکسپرس‌میوزیک
- ان۹۷
- اکس۶

### سیمبیانسیمبیان ^ 3
- ان8
- ای۷
- سی 7
- سی 6-01
- oro
- astound
- تی۷

### سیمبیانسیمبیان آنا
- ان8  آپدیت شده
- ای6
- ای۷  آپدیت شده
- سی 7  آپدیت شده
- سی 6-01  آپدیت شده
- اکس 7
- تی۷  آپدیت شده
- oro  آپدیت شده
- 500

### سیمبیانسیمبیان بل
- ان8  آپدیت شده
- ای6  آپدیت شده
- ای۷  آپدیت شده
- تی۷  آپدیت شده
- سی 6-01  آپدیت شده
- سی 7  آپدیت شده
- اکس 7  آپدیت شده
- oro  آپدیت شده
- 500  آپدیت شده
- ۶۰۰
- 601
- 700
- 701
- 702T

### می گومی‌گو (سیستم‌عامل)OS, v1.2 Harmattan
- ان9

### ویندوز فونWindows Phone OS, v7.5 Mango
- لومیا ۷۱۰
- لومیا ۸۰۰
- Lumia 900

### اندروید(اکنون-محصولاتHMD Global)
- نوکیا c1 2nd EDITION
- نوکیا c10
- نوکیا c20
- نوکیا c20 plus
- نوکیا c30
- نوکیا (c1 (2020
- نوکیا c1 plus
- نوکیا c01 plus
- نوکیا c2
- نوکیا c3
- نوکیا ۱
- نوکیا ۱ پلاس
- نوکیا ۱.۳
- نوکیا ۱.۴
- نوکیا ۲
- نوکیا ۲/۱
- نوکیا ۲/۲
- نوکیا ۲/۳
- نوکیا ۲.۴
- نوکیا ۳/۱
- نوکیا ۳/۱ پلاس
- نوکیا ۳/۲
- نوکیا ۳/۴
- نوکیا ۴/۲
- نوکیا ۵/۱
- نوکیا ۵/۱ پلاس
- نوکیا ۵/۳
- نوکیا ۵/۴
- نوکیا ۶
- نوکیا ۶/۱
- نوکیا ۶/۱ پلاس
- نوکیا ۶/۲
- نوکیا  ۷
- نوکیا ۷/۱
- نوکیا ۷/۲
- نوکیا ۷ پلاس
- نوکیا ۷.۲
- نوکیا ۸
- نوکیا ۸/۱
- نوکیا ۸/۳
- نوکیا ۸ سیریکو
- نوکیا ۹ پیورویو
- نوکیا x10
- نوکیا x20
- نوکیا xr20
- نوکیا x100
- نوکیا g10
- نوکیا g11
- نوکیا g20
- نوکیا g21
- نوکیا g50 5g
- نوکیا g300 5g
- نوکیا 2 v tella
- نوکیا 3 v tella
- نوکیا 8 uw

## 2-بر اساس سری‌ها

### سری 1000
1011-1100-1110-1101-1110i-1200-1208-1650-1209-1680-1661-1202-1662-1800-1616-1280-100-101-103-110-111-112-113-114-105-106-130-105(2015)-150-130(2017)-105(2017)-1-106(2018)-1 plus-105(2019)-110(2019)-1.3-125-150(2020)-1.4

### سری 2000
2100-2300-2600-2650-2652-2626-2660-2760-2630-2680-2323-2330-2730-2720-2220-2690

### سری 3000
3210-3310-3330-3350-3410-3510-3610-3510i-3530-3650-3300-3100-3200-3660-3108-3120-3220-3128-3230-3109-3500-3120-3555-3600-3710-3720-3208c

### سری 5000
5510-5210-5100-5140-5140i-5200-5300-5070-5700-5310 Xpress Music-5610 Xpress Music-5000-5220 Xperss Music-5320 Xperss Music-5800 Xperss Music-5130 Xperss Music-
5630xperss music-5030 xperss radio-
5330xperss music-5730xperss music-
5530xperss music-5800 Navigation Edition-
5230-5235comes with music-5330-5233-5250

### سری 6000
6110-6130-6150-6210-6250-6310-6500-6510-6310-6610-6650-6100-6800-6220-6108-6600-6620-6810-6820-6230-6610i-6260-6630-6670-6020-6822-6101-6681-6680-6030-6021-6230-6060-6111-6270-6280-6708-6282-6234-6233-6103-6125-6070-6126-6131-6133-6136-6080-6085-6288-6300-6086-6290-6121-6120-6267-6500-6555-6263-6301-6124-6210-6220-6212-6260-6208-6303-6700-6710-6720-6216-6730-6790-6760-6350-6788

### سری 7000
7110-7650-7210-7250-7250i-7200-7700-7610-7260-7270-7280-7710-7360-7370-7380-7373-7390-7500-7900-7070-7210-7310-7510-7610-7100-7020-7230

### سری 8000
8810-8850-8210-8890-8250-8310-8855-8910-8910i-8800-8600

### سری 9000
9000
9110
9210
9210i
9300
9300i
9500

### سری E
E60-E61-E70-E50-E62-E90-E61i-E65-E51-E71-E66-E63-E75-E72-E5-E73-E7-E6-

### سری N
N70-N90-N71-N92-N80-N93-N72-N73-N75-N95-N76-N93i-N77-N81-N81(8GB)-N95(8GB)-N82-N96-N78-N85-N79-N97-N86(8MP)-N801-N900-N97mini-N8-N9

### سری T
تبلت نوکیا تی ۲۰

### سری Asha
200-201-300-303-202-203-302-305-306-311-308-309-205-310-210-501-500-502-503-230